# Niels Kim Hjorth
Niels Kim Hjorth (født 1959) er en tidligere dansk elite atletikudøver, som konkurrerede i mellemdistance- og langdistanceløb. Han løb for AK Heden Grindsted, Skive AM og Aarhus 1900. Han havde den nordiske rekord på 1500m og kvalificerede sig til OL i 1984 og i 1988. Han vandt Eremitageløbet i 1983.

## Personlige Rekorder
- 1500m 3.36,01
- 1 mile 3.58,85
- 3000m 7.46,30
- 5000m 13.34,63
- 10km 28.55
- 15km 43.49
- maraton 2.18,25

## Karriere
- Deltog i VM i cross 10 gange.
- 14. plads ved VM cross i New York i 84. Bedste Danske placering nogensinde.
- 12. plads i finalen ved Europamesterskaberne i atletik på 1500m i Stuttgart
- Semi finale på 1500m ved Verdensmesterskaberne i atletik
- Danske rekorder og nordisk rekord på 1500m

## Forskelligt
- Niels Kim's datter, Ina Marie D. Hjorth, dyrker hækkeløb
- Sidder i bestyrelsen i Aarhus 1900
- Sidder i bestyrelsen i Dansk Atletik Forbund
- Træner for Søren Molbech, Morten Munkholm, Thijs Nijhuis, Omar Hassan, Louise Langelund og Kristian Uldbjerg Hansen.
- Den som har vundet Kongepokalen flest gange